# Manteau royal

L'empereur français Napoléon Ier couronne son impératrice. Les deux portent des manteaux royaux.

Un manteau royal, ou plus simplement un manteau, est un vêtement normalement porté par les empereurs, les rois ou les reines en tant que symbole de l'autorité. Lorsqu'ils sont portés lors d'un couronnement, de tels manteaux peuvent être appelés des manteaux de couronnement. Beaucoup de princes portent aussi un tel manteau. Parfois, les manteaux ne sont portés qu'une seule fois, mais dans d'autres cas, ils peuvent être portés ou utilisés à d'autres occasions, comme lors de l'ouverture d'une session de la législature du pays. Les manteaux occupent également une place importante dans les portraits et les œuvres d'art mettant en scène des monarques et des princes. 
En principe, il n'y a pas de différence entre les manteaux d'un empereur et d'un roi. Certains pays ont leurs propres styles de manteaux et leur forme a quelque peu changé au cours des siècles. Les manteaux les plus anciens n'étaient pas très longs et ils n'étaient pas doublés de fourrure. Au XVIIIe siècle, les manteaux se ressemblent davantage et apparaissent partout en Europe. L'exemple français était doublé de fourrure et un manteau avec une longue traîne est devenu la norme. Seuls les empereurs allemands ont gardé un manteau court du XIIe siècle à la fin de leur empire. 
Les rois des Pays-Bas, non sacrés mais inaugurés, portent une robe sur le modèle français. Dans ce pays, on ne parle pas de manteau de couronnement mais on parle de « robe royale » (en néerlandais : Koningsmantel; phonétique néerlandaise : γoningsmant∂l).

## Galerie

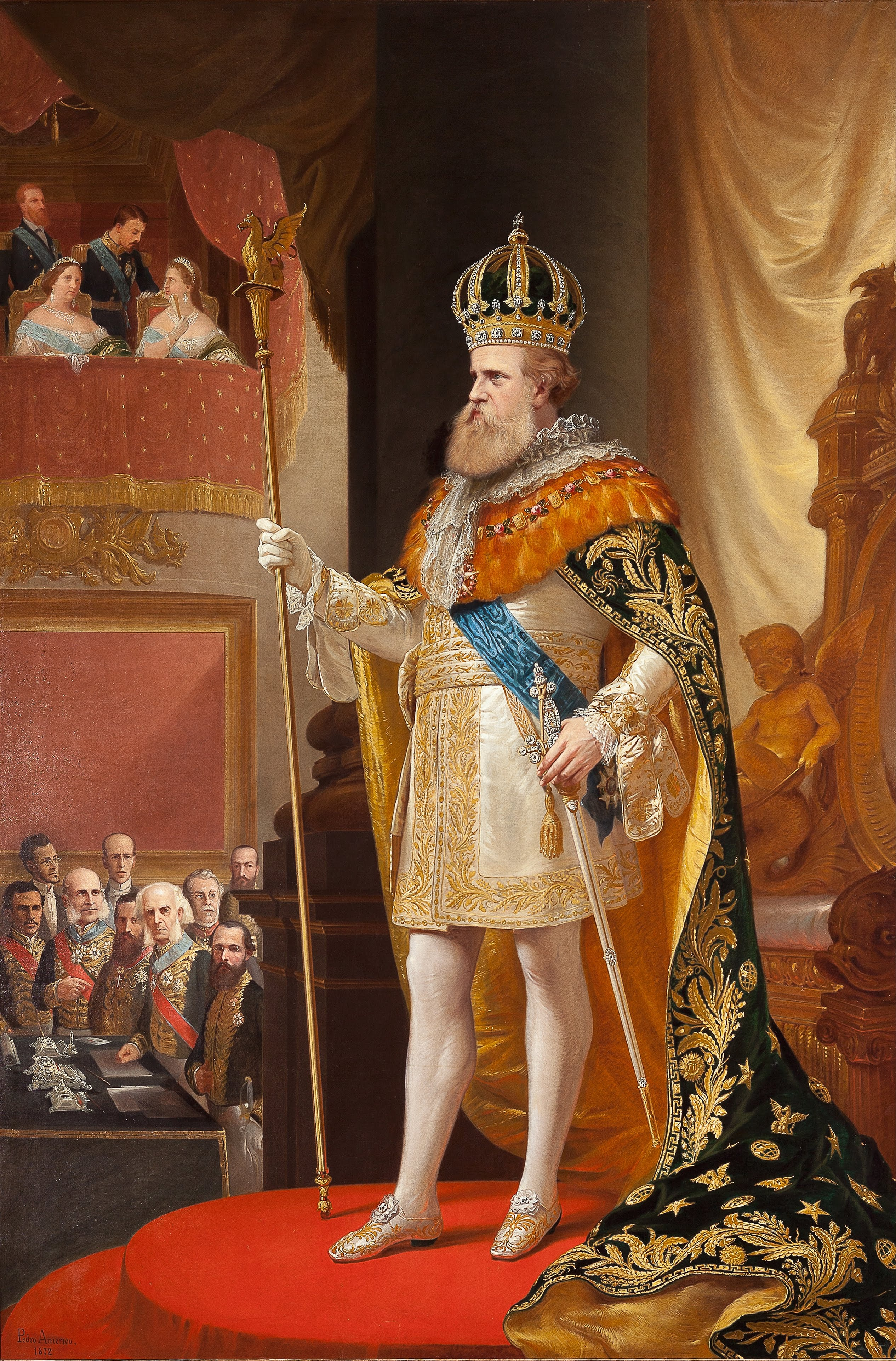
Discours du trône de Pierre II par Pedro Américo.
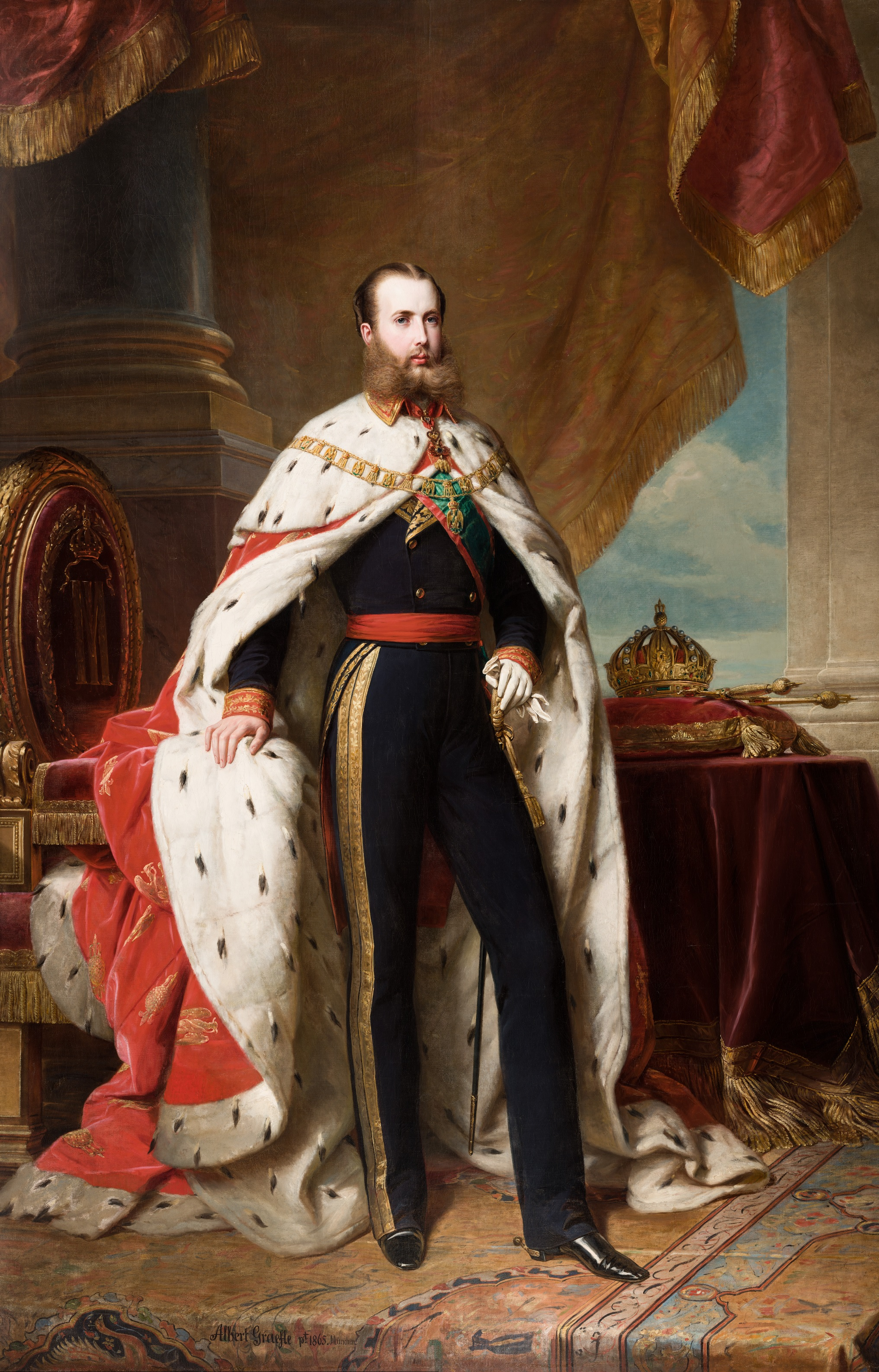
Portrait de l'empereur Maximilien Ier par Albert Graefle.
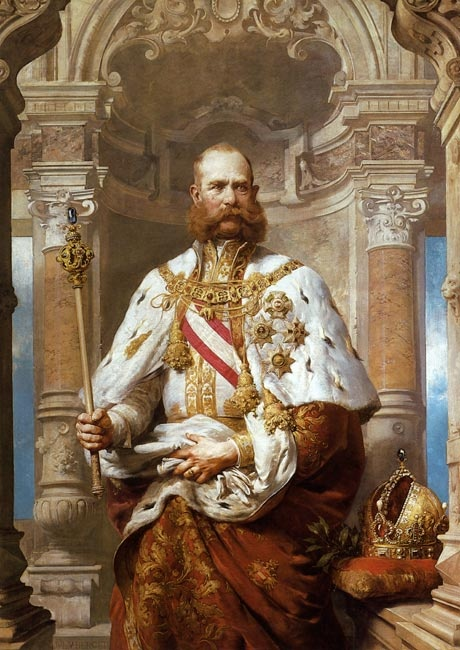
Portrait de François-Joseph Ier, Empereur d'Autriche et Roi de Hongrie par Julius Victor Berger.
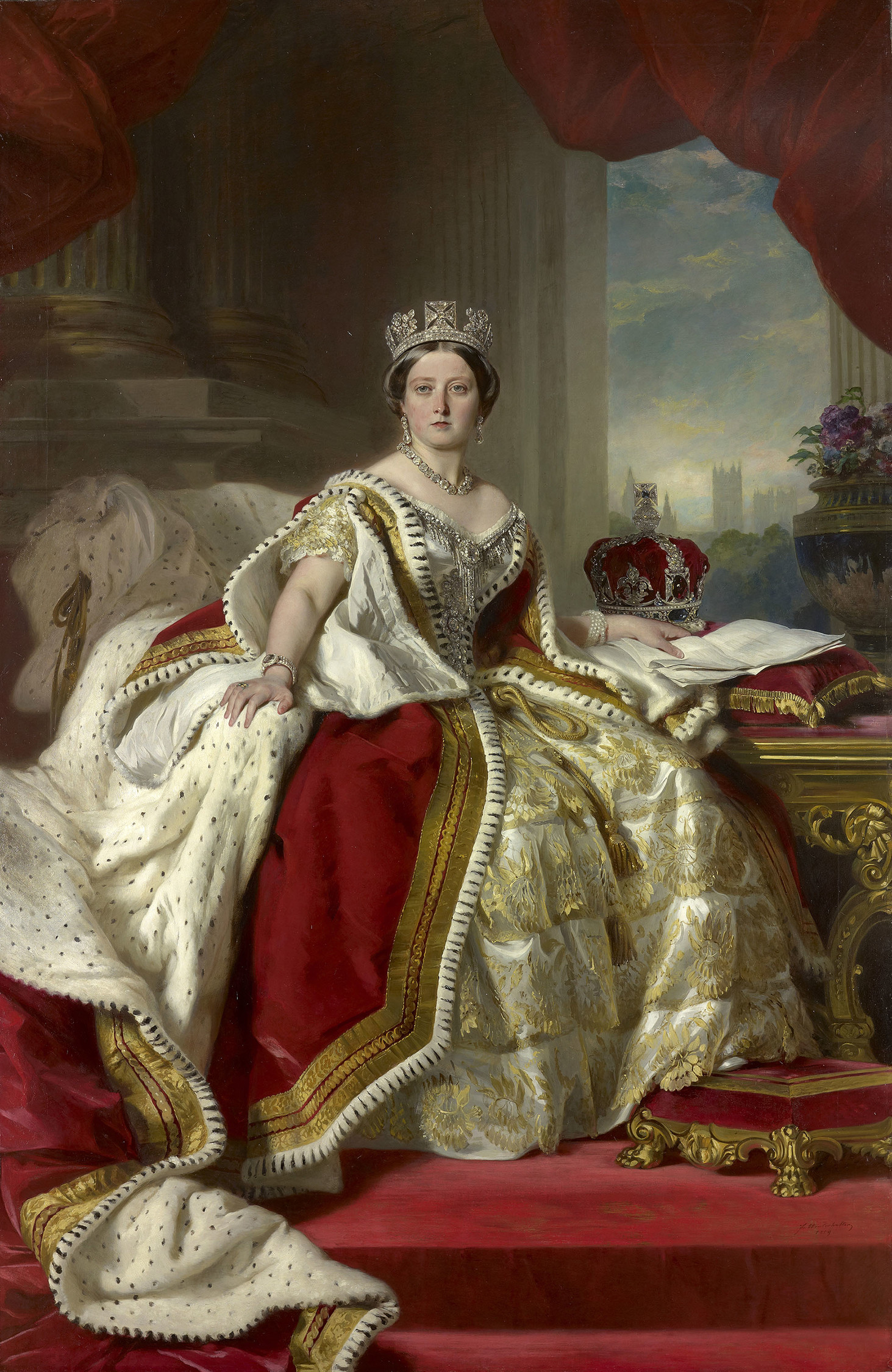
Portrait de la Reine Victoria par Franz Xaver Winterhalter.
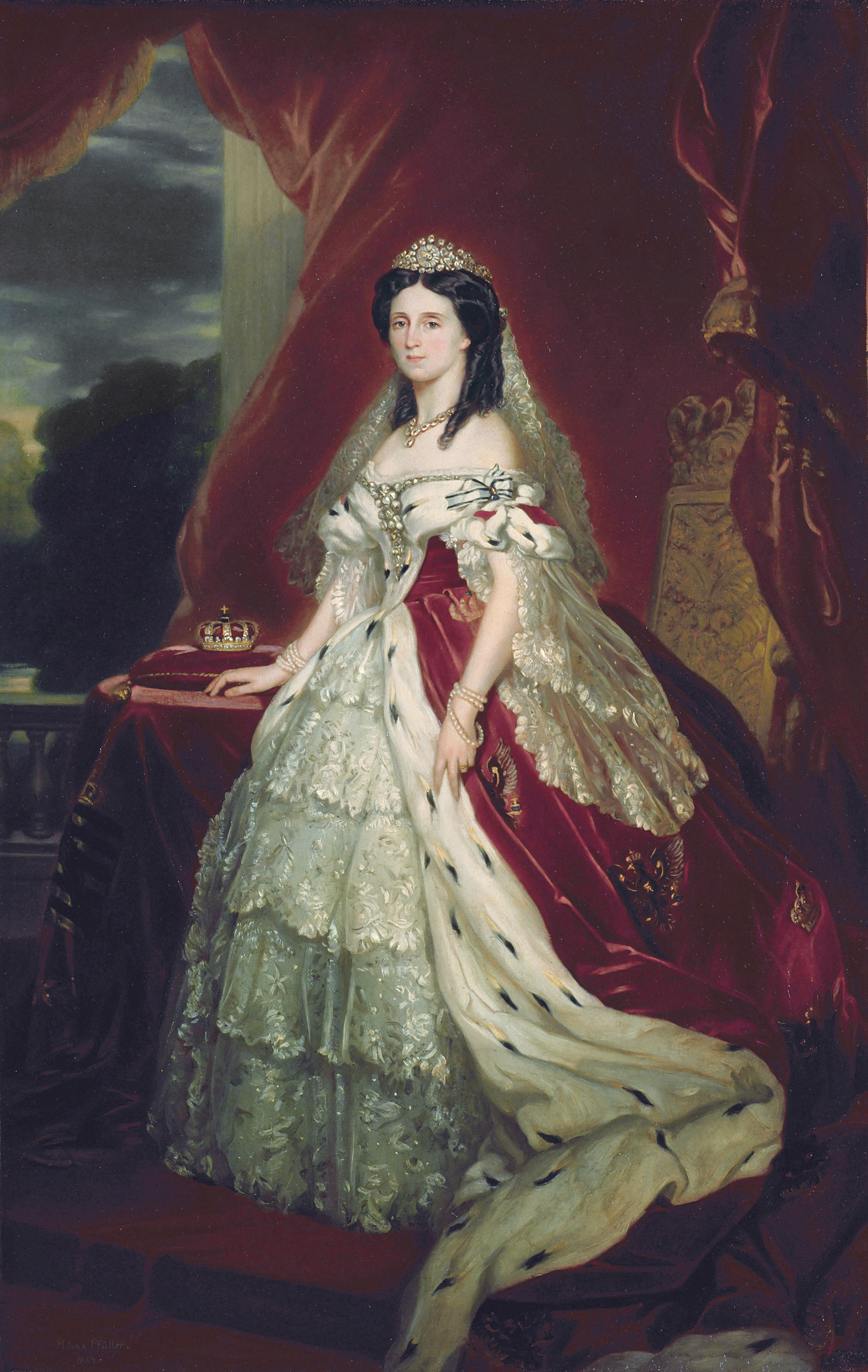
Augusta de Saxe-Weimar-Eisenach par Franz Xaver Winterhalter.
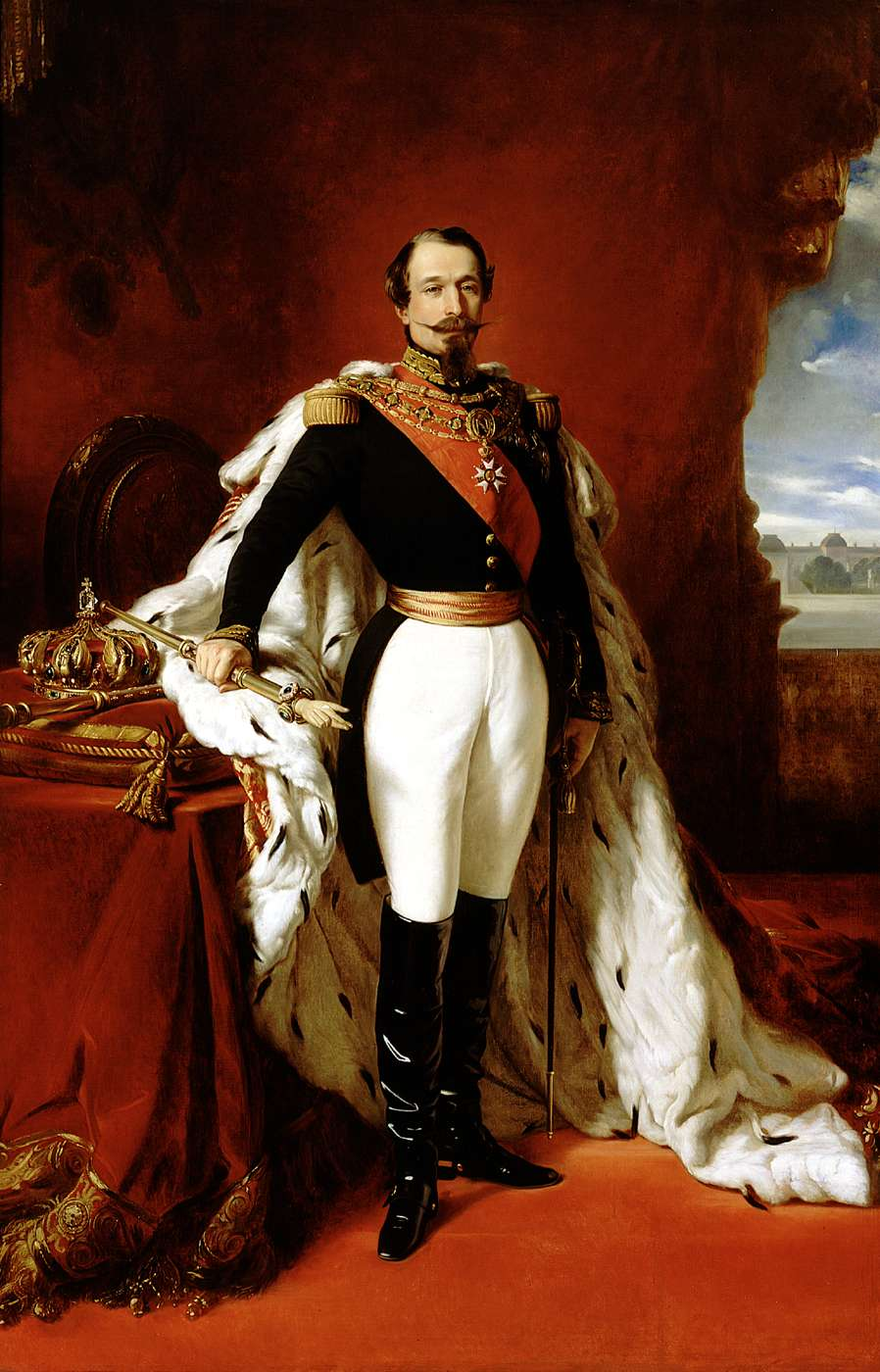
Portrait d'apparat de Napoléon III par Franz Xaver Winterhalter.
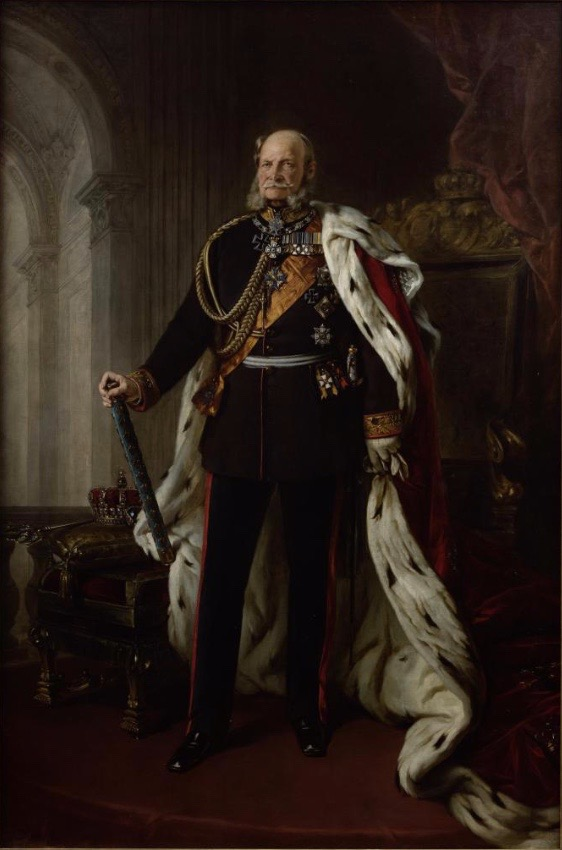
Guillaume Ier, Empereur de l'Empire allemand par Paul Bülow.
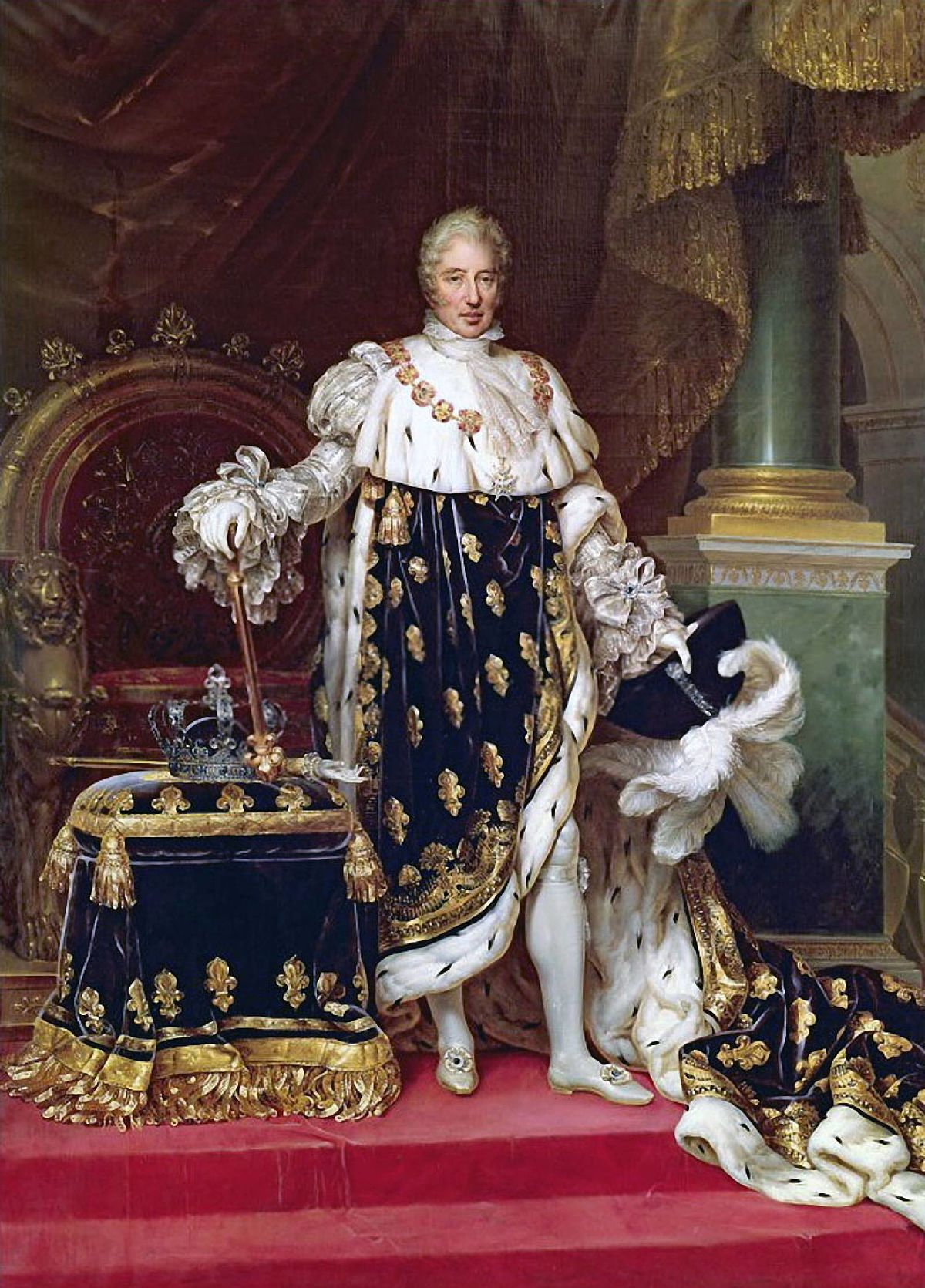
Portrait de Charles X en costume de sacre par Paulin Guérin.
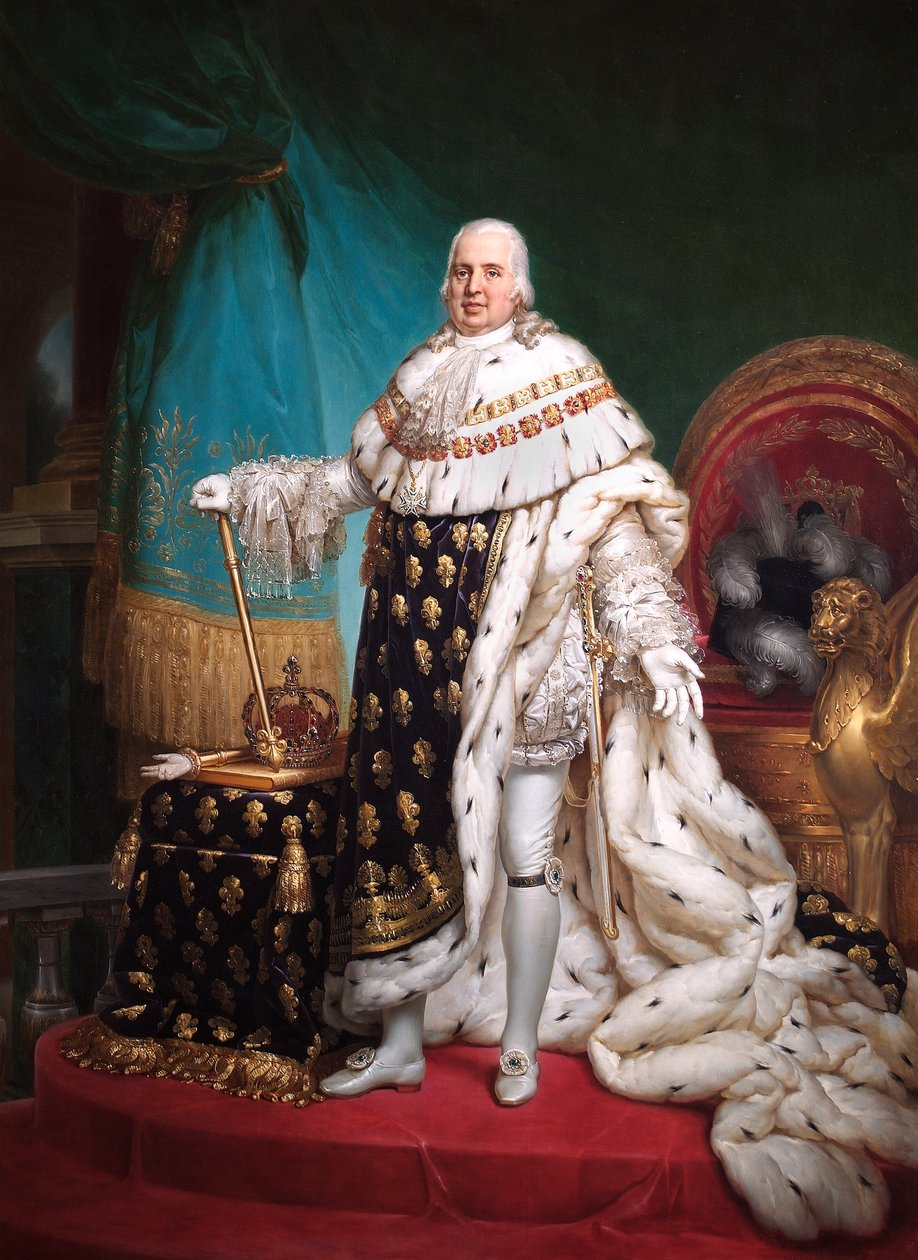
Louis XVIII, Roi de France par François Gérard.
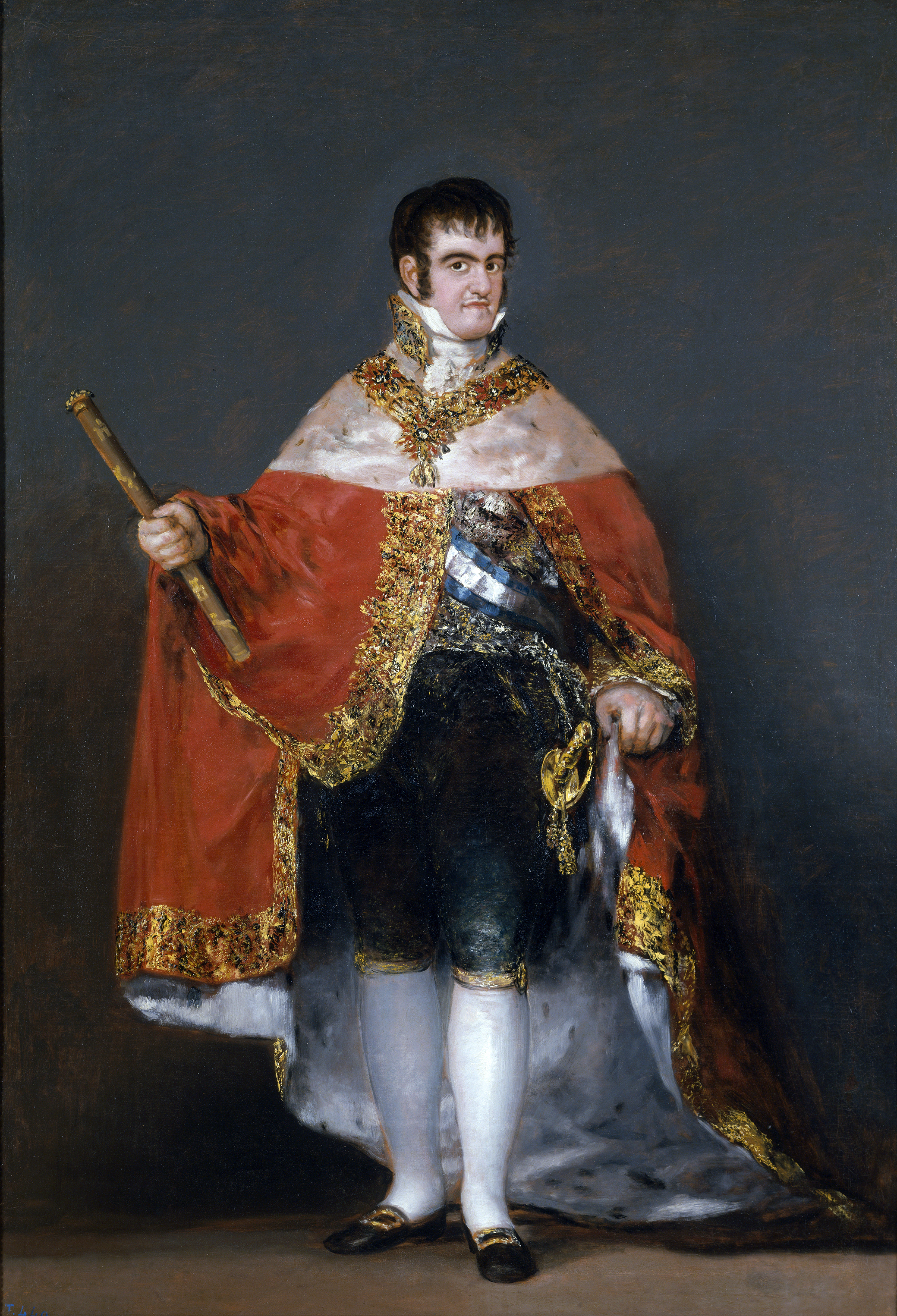
Portrait de Ferdinand VII par Francisco de Goya.
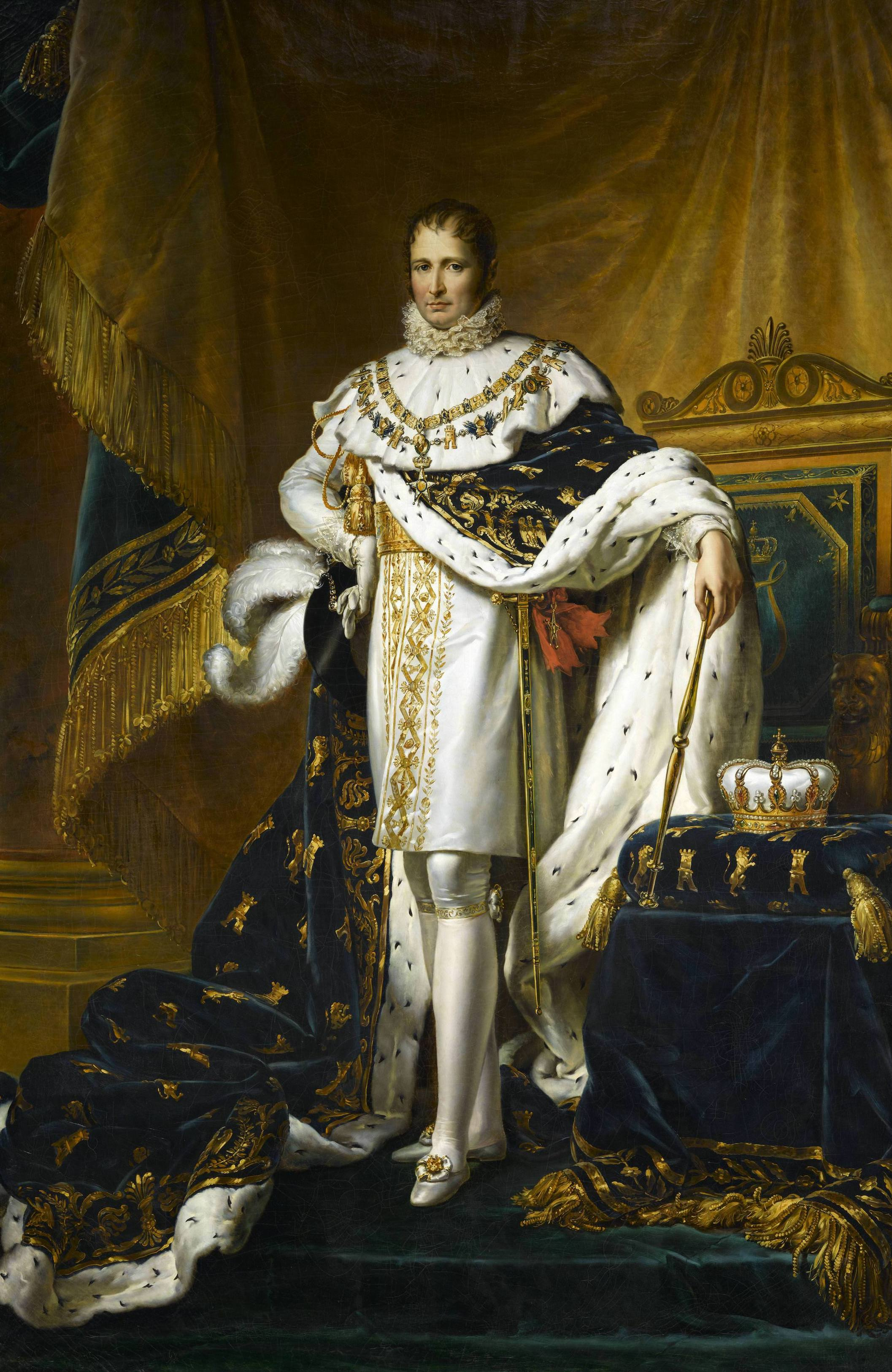
Portrait de Joseph-Napoléon Ier, roi d'Espagne par François Gérard.
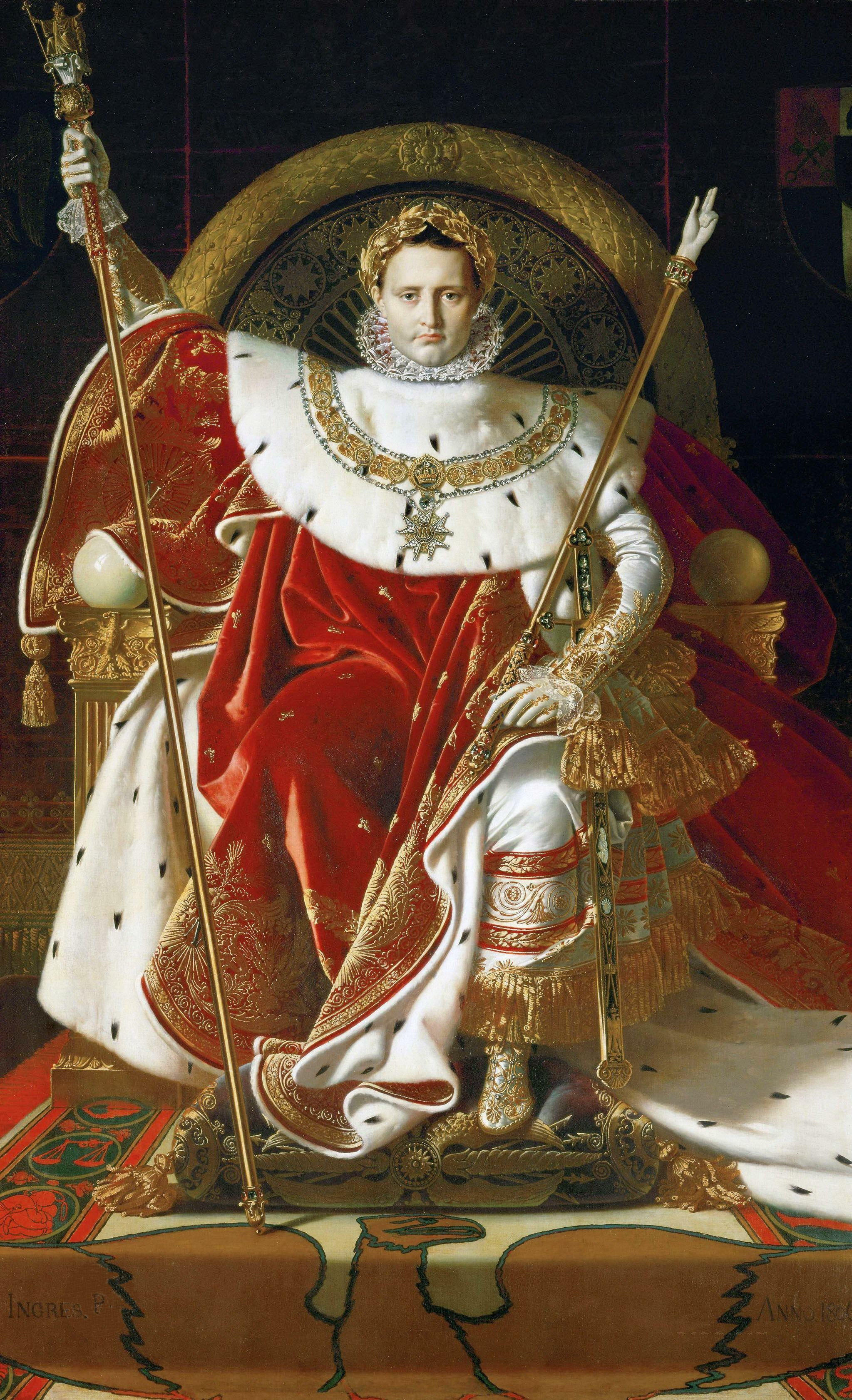
Napoléon Ier sur le trône impérial par Jean-Auguste-Dominique Ingres.
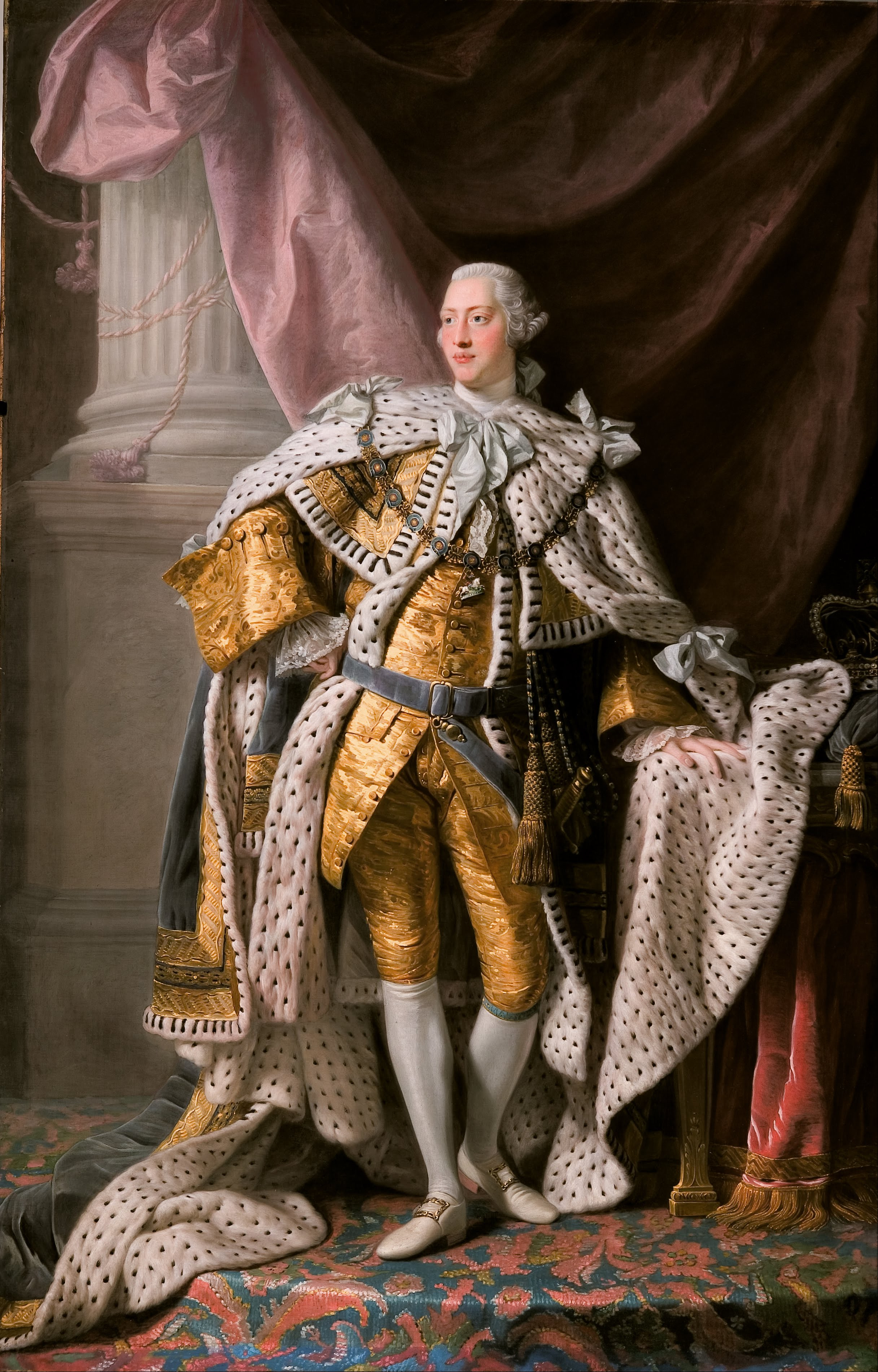
Portrait du roi George III en habit de sacre par Allan Ramsay.
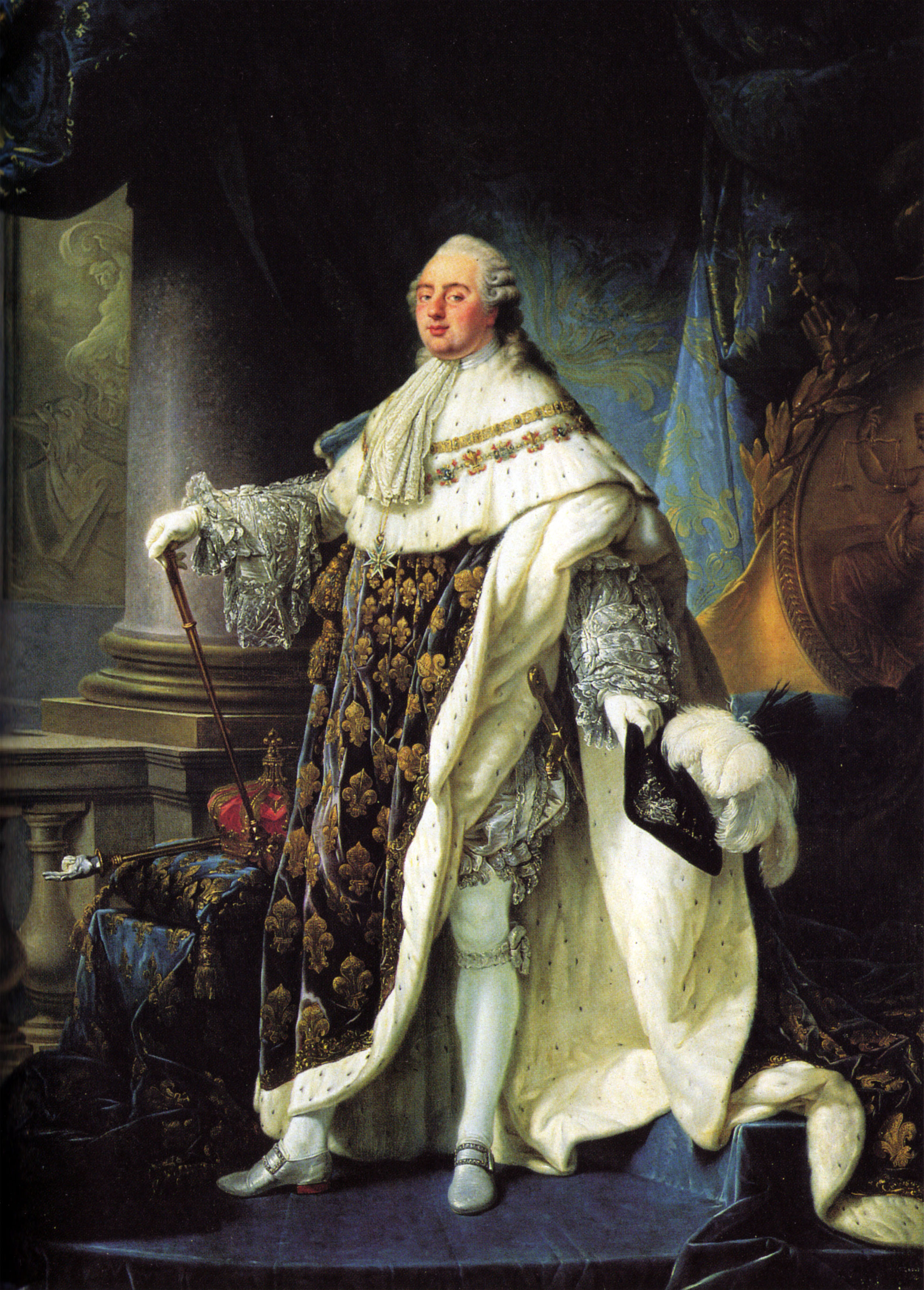
Portrait de Louis XVI par Antoine-François Callet.
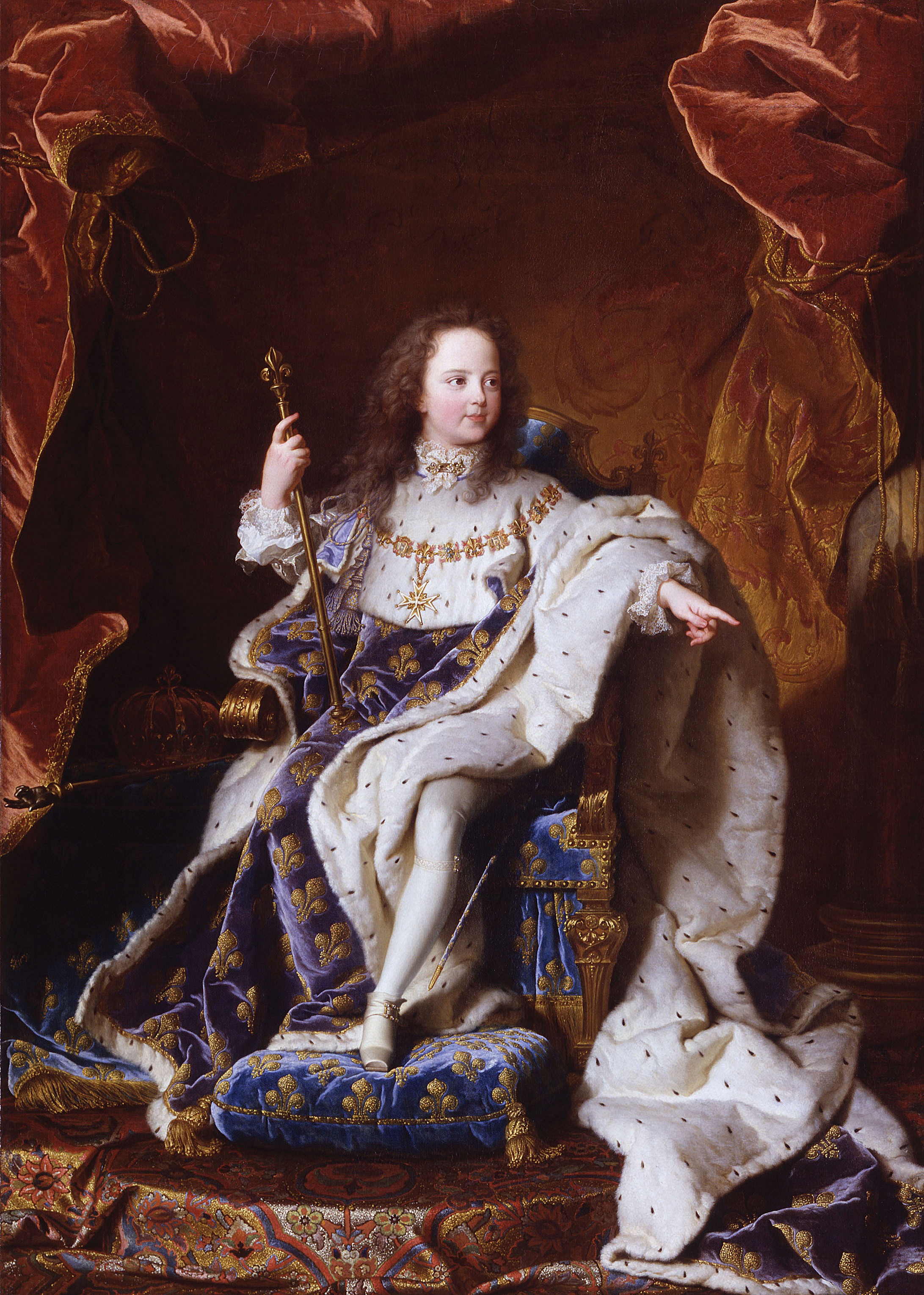
Louis XV en costume de sacre par Hyacinthe Rigaud.
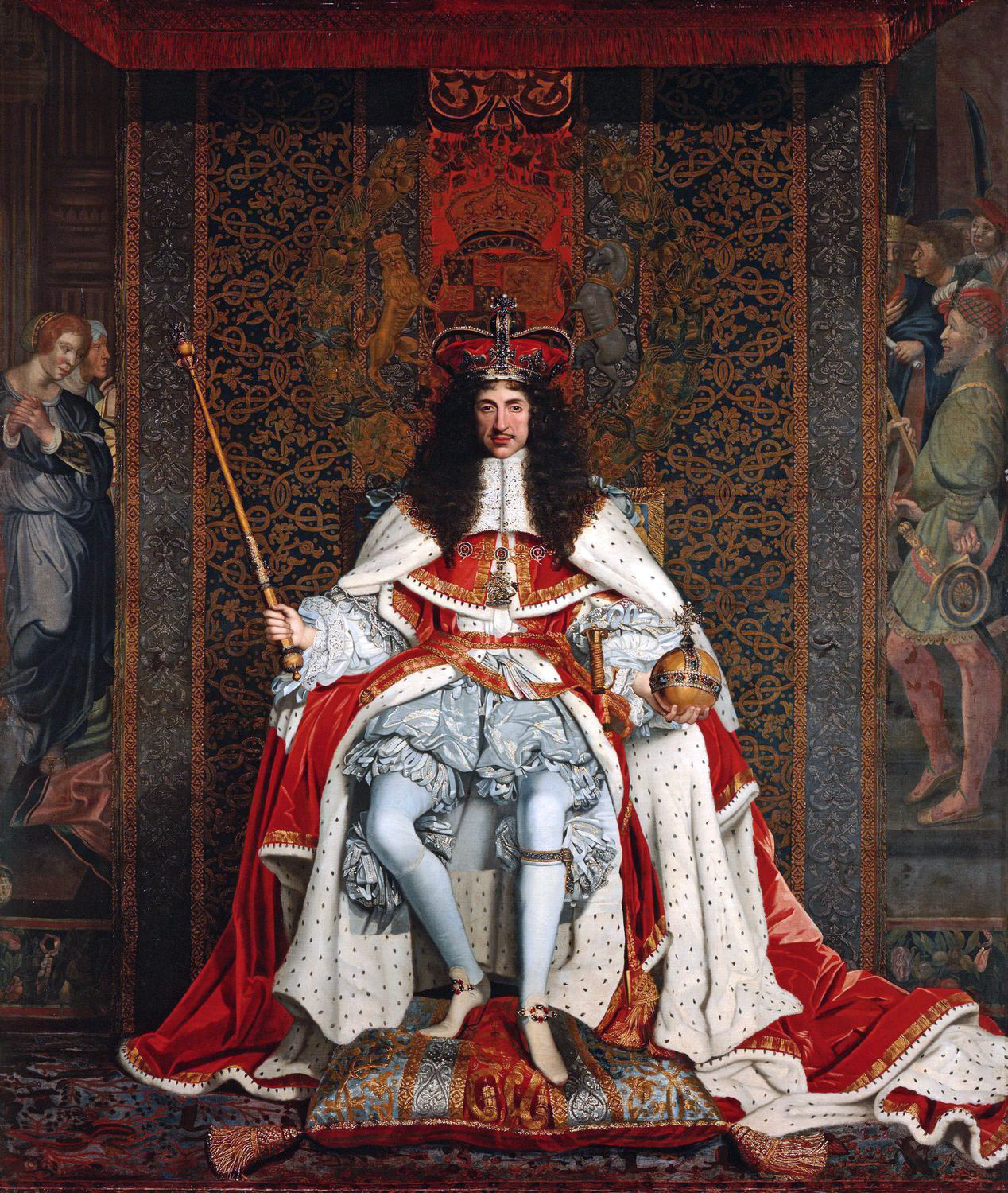
Portrait de couronnement du Roi Charles II par John Michael Wright.
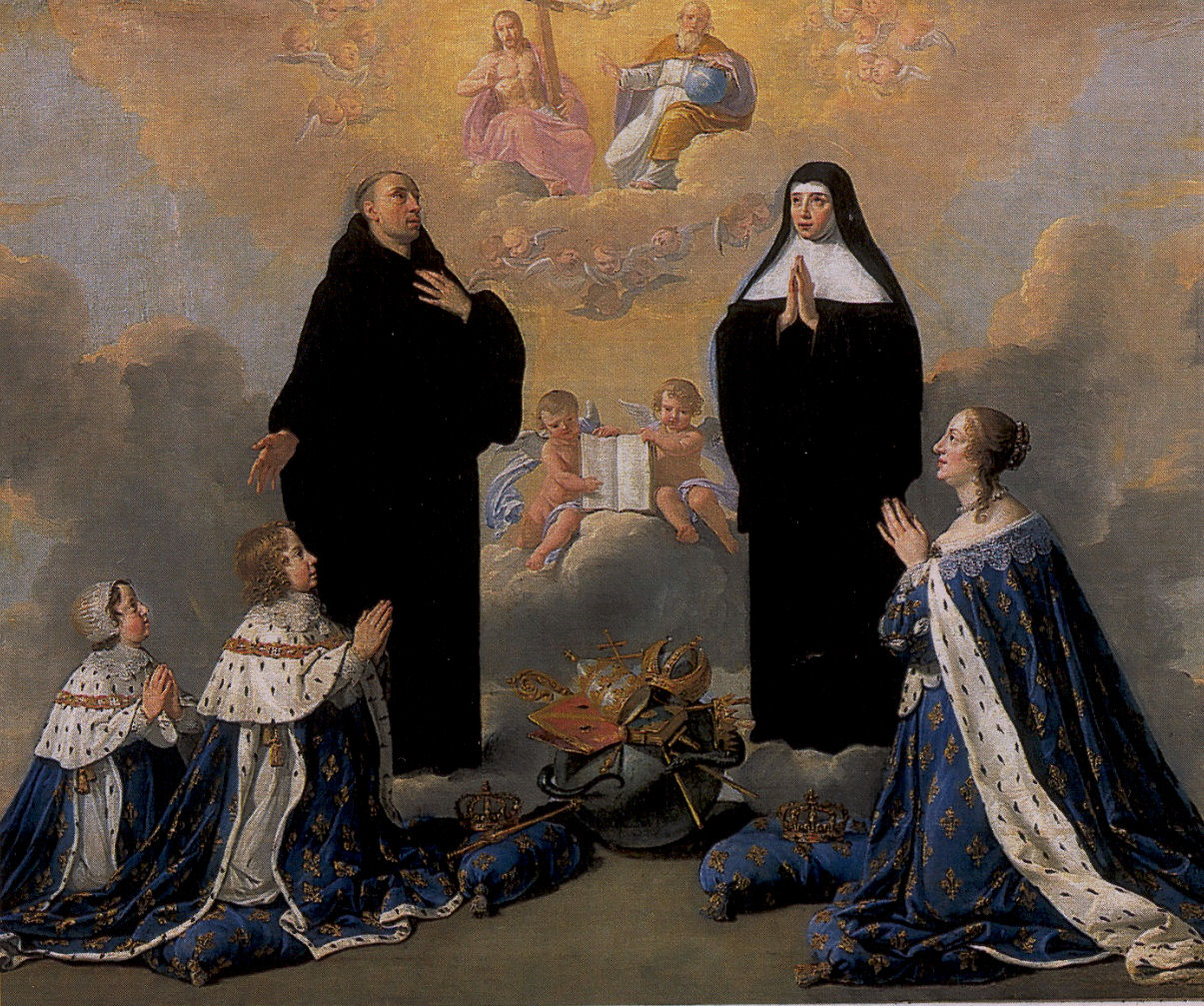
Anne d'Autriche aux côtés de ses fils, Louis XIV et Philippe de France, duc d'Anjou priant la Sainte Trinité par Philippe de Champaigne.
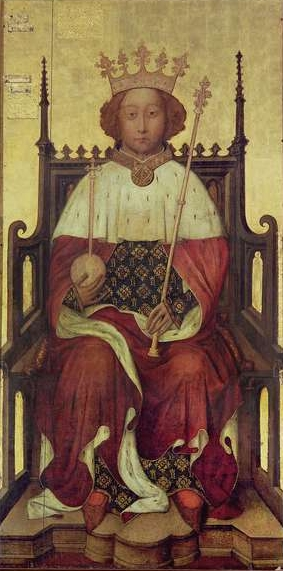
Richard II, anonyme, huile sur panneau de bois, abbaye de Westminster.
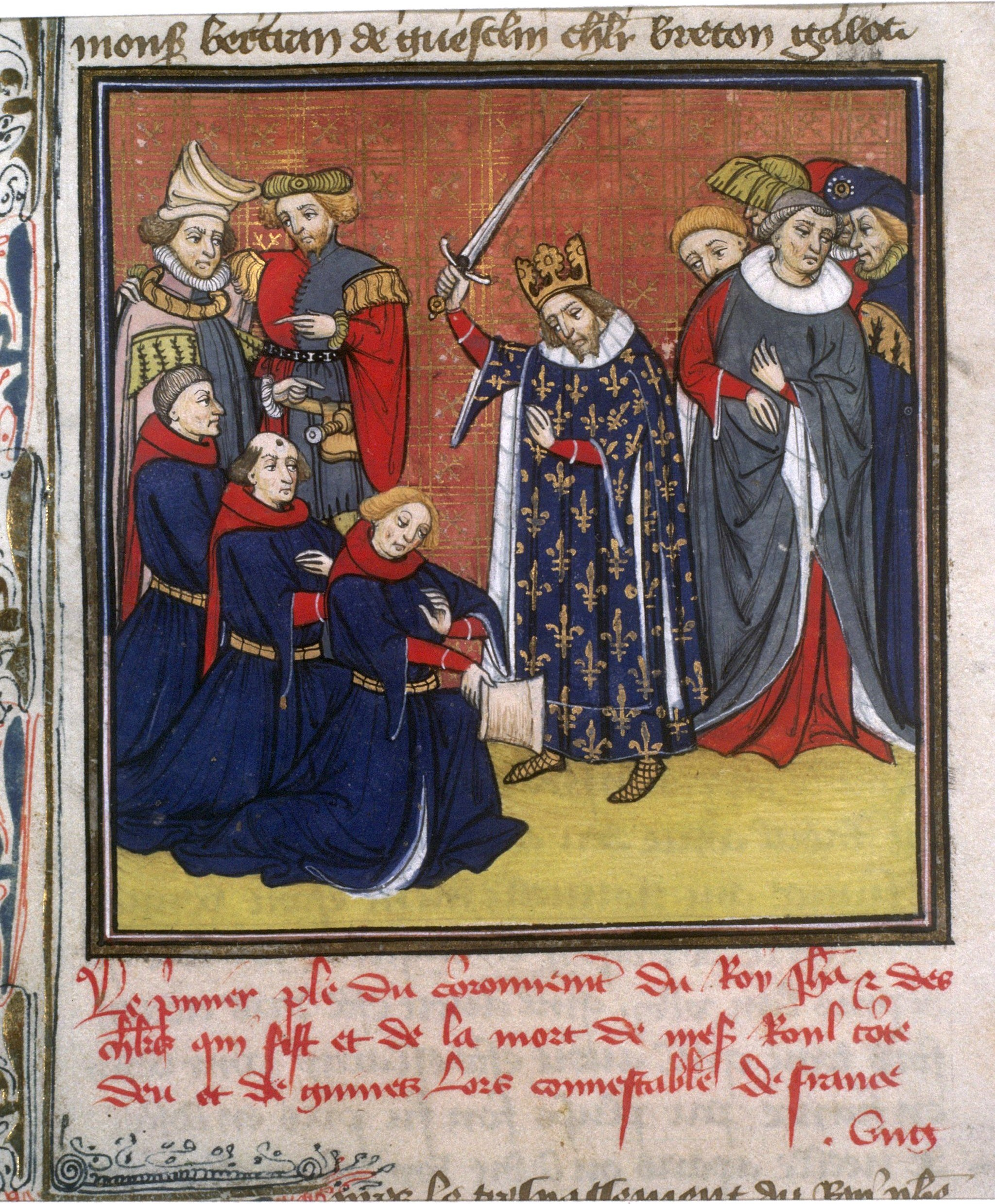
Jean II le Bon, adoubant des chevaliers, Grandes Chroniques de France, probablement enluminées par Mahiet.
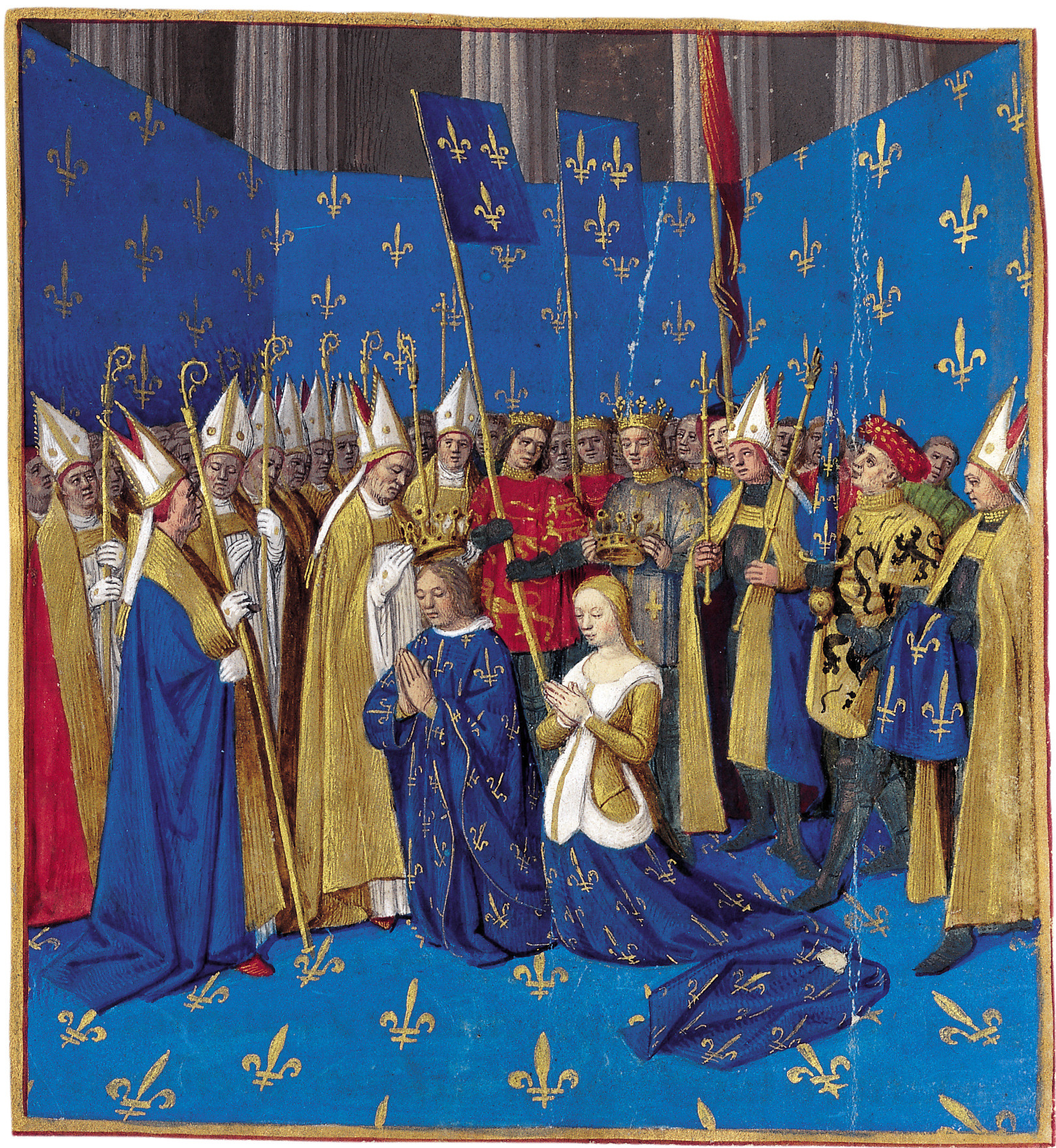
Louis VIII le Lion, couronnement, Grandes Chroniques de France, enluminées par Jean Fouquet.